# Eutonia marchandi
Eutonia marchandi är en tvåvingeart som först beskrevs av Alexander 1916.  Eutonia marchandi ingår i släktet Eutonia och familjen småharkrankar. Inga underarter finns listade i Catalogue of Life.